# Таллинский главпочтамт
Та́ллинский главпочта́мт (эст. Tallinna Postimaja) — бывшее главное здание почтовой службы в Таллине, Эстония. Располагалось на Нарвском шоссе.
Одно из зданий, построенных к Летним Олимпийским играм в 1980 году. Главпочтамт был возведён специально для обработки почты, осуществления денежных переводов и оказания телефонных услуг (на первом этаже был оборудован международный и междугородный переговорный пункт). Здание было построено на территории старой заправочной станции в период с 1977 по 1980 год. Архитекторами уникального трёхэтажного здания были Райне Карп и Мати Райгна, инженер-строитель Хейки Меос и архитектор интерьеров Кирси Лаанемаа.

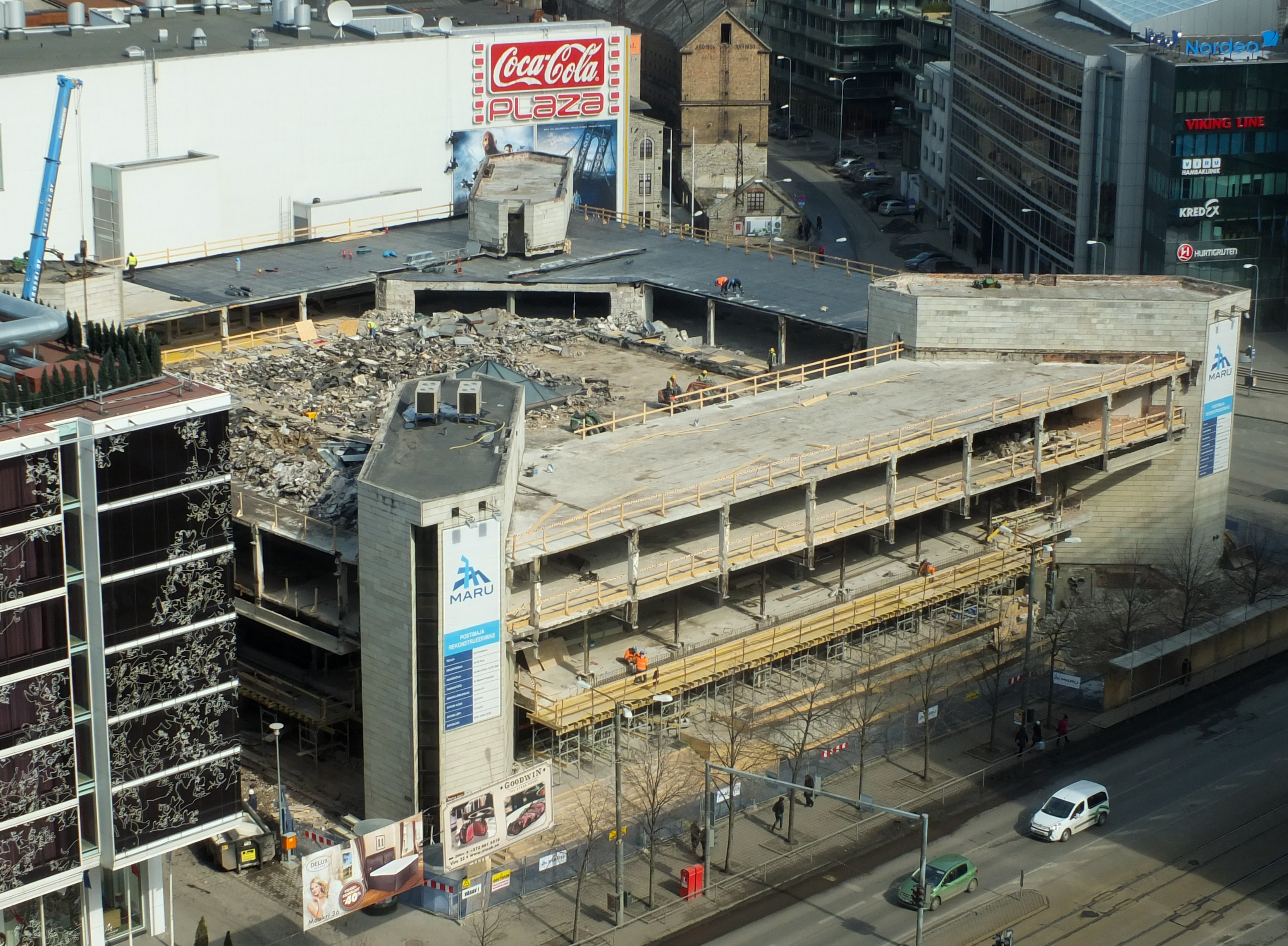
Реконструкция здания главпочтамта, 2013 г.

На примыкающей к зданию Главпочтамта территории снимался ряд сцен советского фильма «Сталкер»
25 июня 2008 года Совет Эстонской почты (эст. Eesti Posti nõukogu) принял решение выставить на продажу здание главпочтамта по начальной цене 128 млн крон. Согласно первоначальному детальному плану, на месте существующего здания должно было быть построено 7-этажное офисно-жилое здание. Однако, в 2013 году здание было полностью реконструировано и превращено в торговый центр.